# Tetrazygiopsis longicollis
Tetrazygiopsis longicollis là một loài thực vật có hoa trong họ Mua. Loài này được (Urb. & Cogn.) Borhidi miêu tả khoa học đầu tiên năm 1983.